# Hoher Berg bei Lettgenbrunn
Hoher Berg bei Lettgenbrunn ist ein Naturschutzgebiet auf dem Gebiet der Gemeinde Jossgrund im Main-Kinzig-Kreis in Hessen. Das Naturschutzgebiet liegt nördlich des Jossgrunder Ortsteils Lettgenbrunn zwischen der westlich verlaufenden Kreisstraße 890 und der östlich und südlich verlaufenden Landesstraße 2905.

## Bedeutung
Das 32,14 ha große Gebiet mit der Kennung 1435029 ist seit dem Jahr 1940 als Naturschutzgebiet ausgewiesen und umfasst den Gipfelbereich des Hohen Bergs.